# Massacro dei Bretoni
Il Massacro dei Bretoni, noto anche come Sacco dei Bretoni o Strage di Cesena, fu un eccidio commesso il 3 febbraio 1377 quando, nonostante si fosse arresa, venne uccisa la maggioranza della popolazione della città di Cesena dalle truppe mercenarie assoldate dallo Stato della Chiesa.
Le diverse fonti danno cifre variabili da 4.000 a 5.000 vittime. L'eccidio ebbe risonanza in tutta Europa e fu una della più grandi stragi di civili della storia medievale.

## Storia
Nel 1375, in vista di un imminente ritorno del papa a Roma da Avignone, i legati pontifici stavano riassoggettando i territori dello Stato della Chiesa che, dopo la peste nera del 1348, erano stati sottoposti a epidemie, carestie e stagnazione economica dovuta alla mancanza di manodopera. I legati pontifici erano tutti di origine francese e mal visti dalla popolazione locale. In queste condizioni, Firenze fece richiesta di grano a Bologna, ma il cardinale della città, Guglielmo di Noellet, rifiutò di concedere l'aiuto richiesto.
Nel frattempo il papa aveva assoldato la Compagnia dei Bretoni comandata da Jean de Malestroit, famosi per la loro ferocia, che mosse l'assedio contro Bologna prima di dirigersi contro Firenze. In questo contesto si ebbe la guerra degli Otto Santi fra Firenze e altre città italiane contro il papato. Il ritorno del papa a Roma dopo la cattività avignonese non pose però fine alla guerra in Emilia e in Romagna, dove i mercenari, al soldo dello Stato della Chiesa e agli ordini dei legati pontifici, infierivano sulle popolazioni che avrebbero dovuto difendere, generando risentimenti e in particolare disordini a Cesena, dove il cardinale Roberto di Ginevra aveva posto la propria residenza.
Cesena era una cittadina che, dopo la resa degli Ordelaffi nel 1357, era sotto il controllo della famiglia Malatesta, fedele all'autorità papale, la quale permise il bivacco nella cittadina romagnola ai Bretoni impegnati nell'assedio di Bologna. A Cesena, il 2 febbraio 1377, un alterco fra mercenari bretoni e alcuni macellai degenerò in un tumulto che in poco tempo si estese in tutta la città; gli scontri proseguirono per tutto il giorno e inizialmente i mercenari ebbero la peggio, tanto che il legato papale stesso fu costretto a trincerarsi all'interno della cittadella per salvarsi dalla furia popolare; alcune centinaia di bretoni morirono nei tumulti o linciati dalla folla.
Per sedare la rivolta, il cardinale Roberto di Ginevra, poi definito "macellator caesenatum", e che sarebbe diventato antipapa col nome di Clemente VII - chiamò altre truppe mercenarie come rinforzo, a capo delle quali vi era il condottiero inglese John Hawkwood, alle cronache italiane dell'epoca noto come Giovanni Acuto, al quale ordinò la strage della popolazione di Cesena come monito per tutti i territori sottoposti al dominio della Chiesa di Roma. I mercenari il 3 febbraio saccheggiarono la cittadina, massacrandone la popolazione, nonostante si fosse già arresa deponendo le armi con la promessa del perdono; la rappresaglia non risparmiò nessuno, neanche donne e bambini, e alla fine si ebbero oltre 4.000 morti. I cronisti del tempo riferiscono di 4.000 morti e di altrettanti deportati tra la popolazione civile; altre fonti riferiscono di oltre 5.000 vittime fra gli abitanti della città e delle campagne circostanti.
Il Comune di Firenze, l'8 febbraio, denunciò l'atrocità commessa dal cardinale inviando una lettera alle città alleate di Perugia, Arezzo, Fermo, Ascoli e Siena, oltre che al re di Francia e ad altri regnanti europei, per informarli dell'accaduto, ribadendo la responsabilità del cardinale, ma questo tentativo di sfruttare l'ondata di generale riprovazione scaturita dalla strage di Cesena non portò a nulla. Successivamente Cesena, ormai distrutta, verrà concessa da papa Urbano VI a Galeotto I Malatesta, che ricostruirà la città instaurando la signoria dei Malatesta.